# Rivière Amyot
Pour les articles homonymes, voir Amyot.
La rivière Amyot coule dans les municipalités de Saint-Bernard-de-Michaudville, Saint-Denis-sur-Richelieu et de Saint-Charles-sur-Richelieu, dans la MRC La Vallée-du-Richelieu, dans la région administrative de la Montérégie, sur la rive-sud du Fleuve Saint-Laurent, dans le sud-ouest de la province de Québec, au Canada.
Outre une petite zone forestière dans la partie supérieure du cours d'eau, l'agriculture constitue la principale activité économique de cette petite vallée.
La surface de la rivière est généralement gelée de la mi-décembre à la fin mars. La circulation sécuritaire sur la glace se fait généralement de fin décembre à début mars. Le niveau de l'eau de la rivière varie selon les saisons et les précipitations.

## Géographie
Les principaux bassins versants voisins de la « rivière Amyot » sont :
- côté nord : fleuve Saint-Laurent ;
- côté est : rivière Salvail, rivière Yamaska ;
- côté sud : ruisseau de l'église, rivière des Hurons (rivière Richelieu) ;
- côté ouest : rivière Richelieu.

La rivière Amyot prend ses eaux de tête de ruisseaux agricoles drainant la zone à l'est de la municipalité de Saint-Denis-sur-Richelieu, au sud de Saint-Bernard-de-Michaudville et à l'ouest de Saint-Jude, dans le 5e rang. Le ruisseau Saint-Denis-Saint-Bernard constitue le principal ruisseau de tête.
La rivière Amyot coule d'abord sur 2,7 km vers le nord-ouest en milieu forestier en recueillant les eaux du ruisseau Albert-Tourigny. La rivière coule ensuite sur 4,2 km vers le sud-ouest en zones agricoles en passant à l'est du village de Saint-Denis-sur-Richelieu jusqu'à la route 137 ; et 4,8 km vers le sud-ouest en zones agricoles presque en parallèle (du côté est) à la rivière Richelieu, jusqu'à son embouchure.
La rivière Amyot se déverse sur la rive est de la rivière Richelieu à 1,1 km en aval du village de Saint-Charles-sur-Richelieu et 2,3 km en amont du village de Saint-Denis-sur-Richelieu.

## Toponymie
Le toponyme « rivière Aymot » évoque la mémoire de Pierre Amiot (aussi orthographié Amyot), (Verchères, 1781 - Verchères, 1839), issu du mariage de Joseph Amyot et d'Archange Brousseau. Amyot a été député du comté de Surrey de 1813 à 1830 ; et, après le remaniement du comté, il a été député du comté de Verchères jusqu'en 1838.
En 1813, Pierre Amyot fut capitaine dans la division des milices de Verchères. En 1827, il prit part à une assemblée qui demanda le rappel de lord Dalhousie. Le gouverneur n'appréciant pas ce geste, le destitua. Il exerça aussi la fonction de commissaire pour les recensements de 1825 et de 1831. En 1837, il participa à la bataille de Saint-Charles-sur-Richelieu. Sa fonction de commissaire aux petites causes fut alors révoquée et le gouvernement offrit une récompense pour son arrestation. Arrêté et conduit à Montréal, Pierre Amyot a été relâché en juillet 1838.
Dans sa « Description topographique de la province du Bas-Canada » (1815), Joseph Bouchette, l'arpenteur général du Bas-Canada, signale ce cours d'eau : « ruisseau appelé Le Miot ».
Le toponyme "Rivière Amyot" a été officialisé le 5 décembre 1968 à la Banque des noms de lieux de la Commission de toponymie du Québec.